# Pärase
Pärase is een plaats in de Estlandse gemeente Muhu, provincie Saaremaa. De plaats heeft de status van dorp (Estisch: küla).

## Bevolking
Het dorp had 41 inwoners op 31 december 2011 en 16 inwoners op 31 december 2021.

## Geschiedenis
Pärase werd in 1645 voor het eerst genoemd onder de naam Perraße als dorp in de in de Wacke Urinkas. Een Wacke was een administratieve eenheid voor een groep boeren met gezamenlijke verplichtingen. In 1798 werd het dorp genoemd onder de naam Perras. Het lag toen op het landgoed van Hellamaa, een kroondomein.
Tussen 1977 en 1997 maakte het buurdorp Lehtmetsa deel uit van Pärase.